# Canal de Corse
Le canal de Corse est une « zone maritime de transition » située en mer Tyrrhénienne;  entre le cap Corse et la Toscane. Bien que la Corse soit assez éloignée du continent, il est parfois présenté comme étant un détroit entre Corse et Italie. Il est le chemin privilégié des navires à destination des ports de la mer de Ligurie, notamment Gênes. 

## Géographie
Le canal de Corse inclut la majorité des îles de l'archipel toscan, celles-ci étant situées dans leur totalité en mer Tyrrhénienne.

### Projets pétroliers et gaziers
Un arrêté français du 20 juillet 2004 permet pour deux ans à la société TGS-NOPEC Geophysical Company (Royaume-Uni) Limited, pour une durée de deux ans, d'effectuer des prospections préalables d'hydrocarbures liquides ou gazeux dans le sous-sol marin ; « sur 4 170 kilomètres carrés environ, sur le plateau continental français au large des départements de la Corse-du-Sud et de la Haute-Corse »). 
Dans cet environnement fragile, fréquenté par de nombreux navires et parfois par les cétacés, et où le solaire et l'énergie éolienne sont également disponibles, des enjeux économiques et environnementaux pourraient ici s'opposer, en raison des risques de pollution liés au forage offshore, et d'une contribution à la poursuite des émissions de gaz à effet de serre ayant le carbone fossile comme origine. La prospection sismique offshore est en outre dangereuse pour les cétacés.